# Oğuz Sırmalı
Oğuz Sırmalı (Ankara, 1977) is een Turkse zanger en muzikant.

## Biografie
Oğuz Sırmalı begon zijn muzikale carrière pas in 2004 nadat hij afgestudeerd was aan de Hacettepe Universiteit van Ankara. In datzelfde jaar gaf hij zijn eerste optredens. Deze vonden plaats in İzmir en waren operastukken.
In de periode 2005-2011 was hij lid van het Turkse staatsopera en -ballet. Hij was daar vooral actief in de vestiging in Ankara
Sinds 2012 is hij lid van de band Sırmalı. Deze band vormde hij samen met Deniz Sayman, Yaşar Erman Erkılınç en Serkan Alagök. In 2013 bracht deze groep haar eerste album, genaamd Gençlik rüyası, uit. In september 2015 besliste de groep om uiteen te gaan en zo begon Oğuz Sırmalı aan zijn solocarrière. In oktober van datzelfde jaar bracht hij zodoende zijn eerste solosingle uit: Gökyüzü olsam.
In november 2015 werd hij intern uitgekozen om Irak te vertegenwoordigen op het Türkvizyonsongfestival 2015 in Istanboel. Irak beëindigde het festival op een teleurstellende 17de plaats op 21 deelnemers.
2013: Ahmed Duzlu · 
2014: Ahmed Duzlu · 
2015: Oğuz Sırmalı